# Polytomie

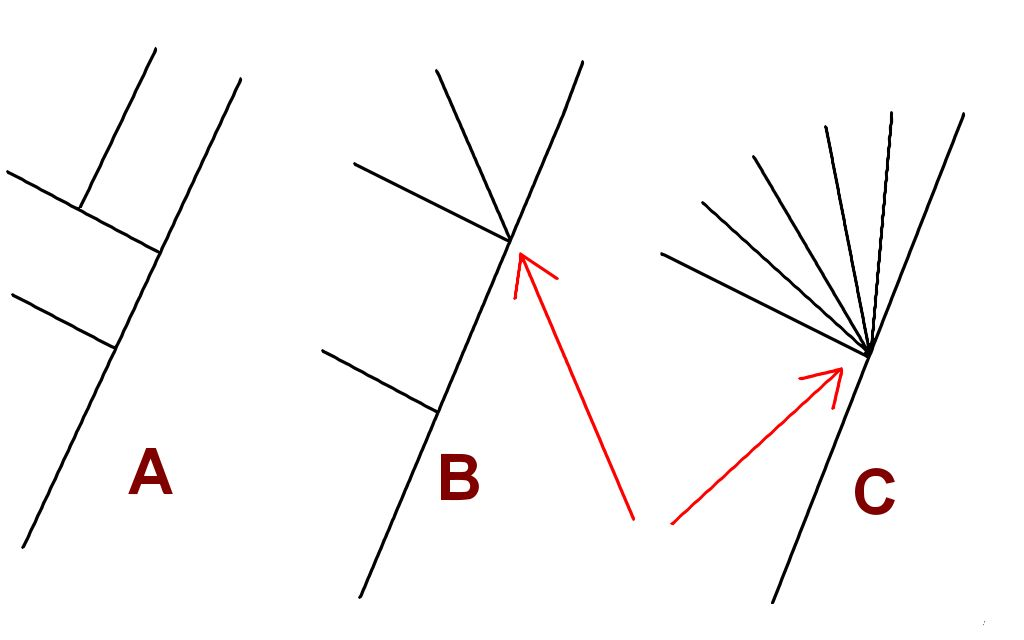
Les cladogrammes B et C contiennent des polytomies, où plus d'un embranchement est issu d'un seul nœud.

Une polytomie est, en biologie, une section d'arbre phylogénétique ne comprenant pas uniquement des ramifications dichotomiques, et donc présentant des embranchements semblant apparaître simultanément. Une polytomie présente donc un problème analytique, mais qui peut être généralement résolu avec un logiciel permettant d'avoir un réseau phylogénétique plus flexible comme SplitsTree, qui peut représenter certaines polytomies comme des réseaux médians.

## Polytomies douces et polytomies fortes
On distingue deux types de polytomies, les douces et les fortes. Les polytomies douces sont le résultat d'un manque d'information phylogénétique : bien que les embranchements divergent à certains moments de l'évolution – ce qui signifie que certains sont plus proches parents que d'autres –, les données disponibles ne permettent pas de l'identifier. La plupart des polytomies sont douces, ce qui signifie qu'elles seraient résolues en construisant un arbre de dichotomies classique si plus de données étaient disponibles.
En comparaison, les polytomies fortes représentes trois ou plusieurs événements de spéciations simultanés à partir d'un même ancêtre commun, ce qui fait que les espèces filles qui en résultent sont équidistantes les unes des autres dans l'arbre phylogénétique. Dans certaines situations elles peuvent être communes, par exemple lorsqu'une espèce qui a rapidement étendu son aire de répartition ou qui est très fortement panmictique est soumise à une spéciation péripatrique dans différentes régions.
Par exemple, dans le complexe d'espèces de Drosophila simulans, l'ancêtre commun semble avoir colonisé deux îles au même moment mais de façon indépendante, ce qui a donné lieu à deux espèces filles étant nées au même moment mais évolutivement divergentes.

## Reconnaissance des polytomies fortes
Comme l'évolution des séquences d'ADN est généralement beaucoup plus rapide que l'évolution des caractères phénotypiques complexes, il se peut que certains embranchements génétiques divergent à peu de temps d'écart les uns des autres, alors que l'organisme actuel n'a pas changé si l'on considère la population ancestrale dans son ensemble. Étant donné que peu d'individus d'une population, voire aucun, sont génétiquement semblables au sein d'une même population — surtout si la différenciation des embranchements n'a pas beaucoup évolué — il se peut que les polytomies fortes soient en effet rares ou non existantes si l'on considère le génome entier de chaque individu, mais plutôt largement réparti au niveau de la population génétique si l'on considère des espèces entières comme des populations hybrides.
Le « moment » dans « une spéciation où des événements de divergence ont lieu au même moment » fait référence au temps évolutif mesuré en générations, car c'est le seul moyen par lequel de nouveaux caractères peuvent être transmis (comme des mutations ponctuelles de la lignée germinale). Dans la pratique, notre capacité à distinguer des polytomies douces et fortes est limitée : si on analyse par exemple 1 kb de séquences d'ADN qui a un taux de mutation d'environ 1% par million d'années, les embranchements divergeant à partir d'un même ancêtre commun il y a 100 000 ans ne peuvent pas être distingués de façon fiable en fonction de l'ancêtre ayant divergé en premier.
À cet égard, les effets fondateurs et la dérive génétique peuvent entraîner des taux d'évolution différents. Cela peut facilement donner lieu à une confusion dans les algorithmes d'horloge moléculaire au point où les polytomies fortes ne peuvent pas être reconnues en tant que telles.